# マシナ帝国
アムダラーイ・カリフ国 (アラビア語: خلافة حمد الله; または: マシナのディーナ、シセ・ジハード国家) 一般的にはマシナ帝国 (Massina、MaasinaまたはMacina)、は神権政治によって統治されたフラニ人の帝国であり、バリ氏族のフラニ人マラブー、セク・アマドゥが建国し、1868年にエル・ハッジ・ウマル・タール率いるトゥクロール帝国によって滅ぼされた国である。
マシナ帝国の中心地はマシナ地方であり、ニジェール内陸デルタの氾濫に覆われる一帯、モプティ圏、テネンクー圏、ユーワルー圏を指す。マシナ帝国の領土はマシナに限らず、北はトンブクトゥから、南はモシ諸王国、東はモーリタニアからモプティ州まで広がり、アムダラーイを首都とした。

## 歴史
フータ・トロから来たフラニ人は14世紀末にマシナに定住した。19世紀初頭、ディコ氏族の族長「サティグエ・アルドス」がマシナ地域を支配した。
スーフィーのカーディリー教団の一員であったセク・アマドゥはジェンネのウラマーと対立した後、ヌクマに追放された。そこで1818年にセグーの「ファアマ」（王）に味方するアルドス（首長）との最初の戦いとなる「ヌクマの戦い」で勝利した。ヌクマでの勝利で、セク・アマドゥはジハードを宣言し、1年後の1819年にジェンネを征服することとなった。
その後、セク・アマドゥは新たな首都を「アムダラーイ」（神は称賛される）と名付け、「ディーナ」（訛ったアラビア語で「宗教」）と名付けた神権政治の帝国を建国した。セク・アマドゥはコイ・クンボロ王が建てたジェンネの大モスクを放棄するよう命じ、新たなモスクを建設させた。セク・アマドゥはさらにコーランの教えを発展させた。ディーナは真性の帝国というよりは王国であった。その権力は現在のマリ共和国のセグー州の北にあるモプティ州からティンブクトゥまでであり、ブルキナファソの北でモシ諸王国と国境を接している。
マシナ帝国の創始者であるセク・アマドゥはカーディリー教団の一員であったが、 マシナ帝国はマーリク学派のシャリーアを厳格に適用することで統治されていた。 そしてマシナ帝国は特に非ムスリムへ不寛容だった。カーディリー教団の精神的指導者でシディ・アル・ムフタールの孫にあたるシェイク・アル・バッカイは、セク・アマドゥの息子であるアマドゥ・セクにカーディリー教団のタリーカの原則、つまりムスリムと非ムスリムとの間の寛容と平和を思い起こさせようとしたが、それは無駄であった。
マシナ帝国の経済は牧畜と羊の飼育を基盤としていた。セク・アマドゥはフラニ遊牧民に定住化政策を課した。バンバラ人、ソニンケ人、ブワ人、ドゴン人、フラニ人のアニミストは奴隷にされ、農業に従事するようになった。貿易を発展させるために、セク・アマドゥはマシナ帝国中の測定単位を標準化した。バンバラ人のセグー王国とカアルタ王国は抵抗し、ディーナの支配を免れた。
1844年にセク・アマドゥが亡くなると、息子のアマドゥ・セク、1852年には孫のアマドゥ・アマドゥがマシナ帝国を支配した。
1862年、繁栄の最中にあったマシナ帝国はトゥクロール帝国のエル・ハッジ・ウマル・タールの攻撃を受けて、ジェンネとアムダラーイを占領され、滅亡した。

## 政治組織
新たな首都アムダラーイにはセク・アマドゥの権威の下で、40人の宗教的・軍事的首長からなる「ディーナ」の評議会が置かれていた。
セク・アマドゥはマシナ帝国を5つの地域に分割した
- ディエンネリ、ニジェール川とバニ川の間に位置した。
- ファカラ＝クナリ、バニ川とニジェール川の右岸から北はコナ、東は岩に覆われた台地に広がっていた。
- アイレ＝シネ、ファカラ＝クナリの後背地に位置した。
- マシナ、 ニジェール川の左岸に位置した。
- ナベ＝デュベ、デボ湖の北からトンブクトゥまでに位置した。

各地域の首長には、軍の指揮官であり地方においてマシナ皇帝を代表する総督「アミル」が置かれた。アミルは宗教評議会、司法評議会、技術評議会の補佐を受けた。
マシナ帝国の基礎自治体は村であり、フラニ人貴族であれば「ジョーロ」が、リマイベのフラニ人であれば「ジョム・サーレ」が長であった。ボゾ人であれば「アミル・ダーカ」、フラニ人でもボゾ人でもなければ「アミル・サーレ」が村を率いた。。いくらかの村でカントンを形成し、 いくらかのカントンで州(レイディ)を形成した。

## 田園における問題
ニジェール内陸デルタでは、農業、畜産業、漁業の3つの天然資源利用体系が、補完的であると同時に、競合的に共存している。あまりに頻繁に起こる紛争を避けるため、マシナ帝国は、洪水の高さに応じて互いの集団が移牧するための洗練された社会・政治・経済組織を立ち上げた。この組織は地域にマシナ帝国が遺した偉大な遺産となった。
マシナ帝国は村の住民の強制的な定住化を組織し、地域を農牧地（レイデ）に分割することを推進し、牧草地の利用権の優先順位と移牧の道筋を確立することによって牧畜活動を規制した。重要な土地の監督と管理の権限は慣習上の所有者であり、地方のアミルの代表として認識されているジョーロに委任された。
ニジェール内陸デルタのフラニ人の年中行事である移牧祭「ヤーラル」と「デガル」は同時期に始まったものである。
この時に講じられた措置は、土地、水、放牧地の利用を管理する基準、 特に放牧地における慣習的な管理者としてのジョーロの役割を変更せず、残すものだった。
土地と牧草地の管理者である「生きた地積簿」を中心に、他の系統は集団化された。ジョーロは放牧料(コンギ)を受けとって、その一部は「ディーナ」へと支払われた。